# Acrópolis de Atenas

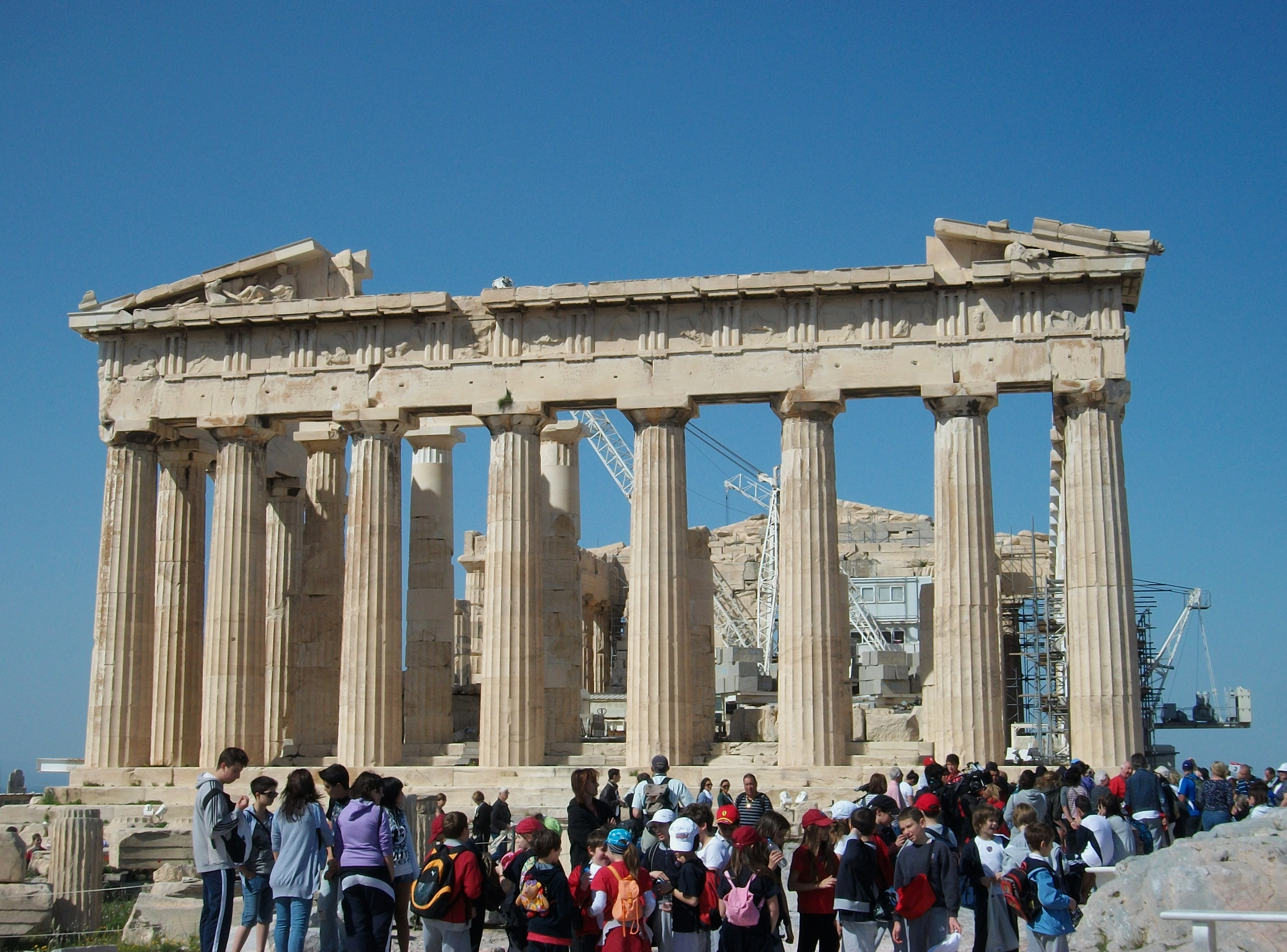
Vista de la fachada del Partenón.

La Acrópolis de Atenas puede considerarse la más representativa de las acrópolis griegas.  La acrópolis era la ciudadela, literalmente la ciudad alta (ἄκρος ákrŏs ‘cima, extremo, punta’, πόλις pólis ‘ciudad’), y estaba presente en la mayoría de las ciudades griegas con una doble función: defensiva y como sede de los principales lugares de culto. La de Atenas está situada sobre una cima que se alza 156 metros sobre el nivel de mar. 
La entrada a la Acrópolis se realiza atravesando la muralla que la encierra por una gran puerta llamada los Propileos, al lado derecho de los cuales se encuentra integrado el templo de Atenea Niké (Victoriosa). Pasados los Propileos se veía, en posición central, una gran estatua de bronce de Atenea, realizada por Fidias, hoy lamentablemente perdida. A la derecha (desde los Propileos) se encuentra el Partenón o templo de Atenea Pártenos (la Virgen). A la izquierda  está el Erecteión, con su célebre estoa (στοά) o tribuna sostenida por seis cariátides. En la ladera sur de la acrópolis, fuera de la muralla y por su parte inferior, se encuentran restos de otros edificios, entre los que destaca el teatro de Dioniso, al aire libre, donde estrenaron sus obras Esquilo, Sófocles, Eurípides y Aristófanes.
La mayoría de los grandes templos cuyos restos ahora se ven fueron construidos durante el gobierno de Pericles, en la edad dorada de Atenas.

## Historia

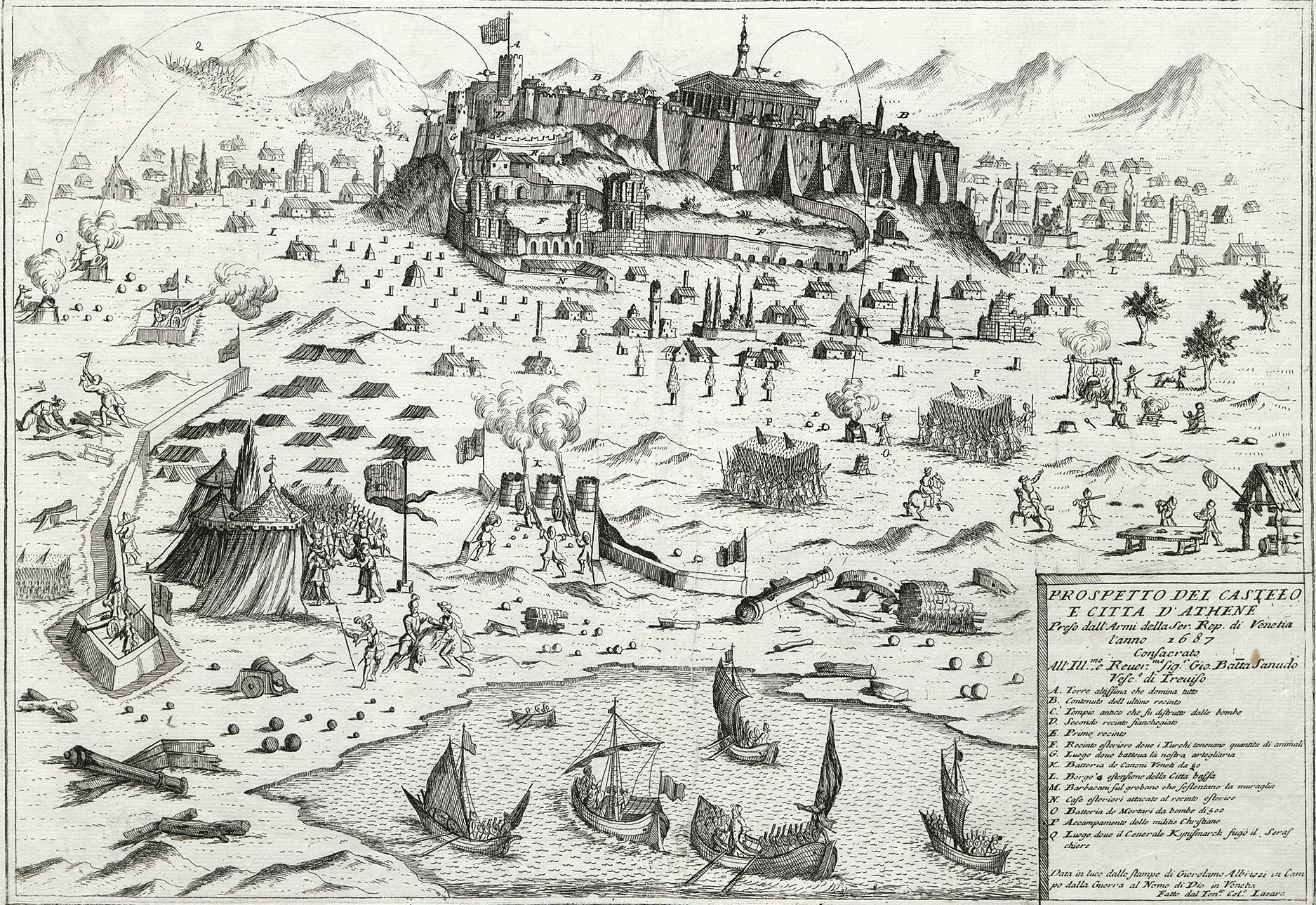
Asedio de los venecianos a la Acrópolis de Atenas en 1687.

La plataforma de la Acrópolis estaba rodeada por una muralla construida por los pelasgos que sustituyó otra anterior más primitiva. En su interior, se han hallado evidencias de la presencia de un palacio perteneciente a la época micénica. Una gran parte de los edificios arquitectónicos que forman la Acrópolis se edificaron durante la época de Pericles (499-429 a. C.), tras la destrucción de los edificios anteriores provocada por las tropas persas de Jerjes I. El antiguo templo de Atenea, que albergaba una estatua de Atenea Polias, fue sustituido por el Erecteión. El Partenón fue construido sobre los restos de otro templo anterior, denominado Hecatompedón o Prepartenón. Otros edificios religiosos y civiles estaban repartidos por toda la montaña. Todos se conservaron en bastante buen estado hasta el siglo XVII, cuando a causa de la dominación otomana el Partenón se convirtió en mezquita, el Erecteión en harén y los Propileos en polvorín. Durante el asedio de Atenas del año 1687, los venecianos, bajo el mandato del general Francesco Morosini, hicieron grandes destrozos con sus bombardeos. Un golpe de mortero destruyó en parte el Partenón, ya que los musulmanes lo utilizaban también como polvorín, siendo en aquella ocasión cuando se derrumbó el techo del templo.

## Arte y arquitectura de la Acrópolis

### Acrópolis micénica

Plano esquemático de un mégaron: 1) vestíbulo - 2) naos - 3) columnas del pórtico y de la naos.

De esta época, se han encontrado vestigios de un palacio que contaba con un mégaron (μέɣαρον / μέɣαρο) o patio de audiencias y reuniones. No se sabe con certeza si existía ya en esta época un templo dedicado a Atenea. El mégaron, nombre griego pero de probable derivación semítica[cita requerida], es el ‘gran salón’ que se encontraba en los palacios de la civilización micénica en Grecia y Anatolia. Acostumbraba a estar en un lado del patio central y delante del altar. Constaba de tres partes: el pórtico abierto con dos columnas in antis, un vestíbulo o antesala y la sala principal, también llamada naos (ναός). 
A fines del Heládico IIIB (1300-1200 a. C.) se rodeó la acrópolis de un imponente muro que llegó a tener hasta 6 m de espesor. Por otra parte, una fuente que se halla en la ladera norte de la acrópolis pertenece también al periodo micénico, puesto que hallazgos de cerámica en el lugar muestran que se construyó hacia fines del siglo XIII a. C.
Se discute si la entrada sobre el contingente ateniense del catálogo de naves de la Ilíada, en el que se describe un templo, refleja una situación de época micénica o posterior.

Y los que poseían Atenas, bien edificada fortaleza, el pueblo del magnánimo Erecteo, a quien en otro tiempo Atenea, hija de Zeus, había criado tras darle a luz la feraz tierra y había instalado en Atenas, en su opíparo templo. Allí se la propician con toros y carneros los muchachos de los atenienses a la vuelta de cada año.
Homero. Ilíada II, 546.

### Acrópolis arcaica

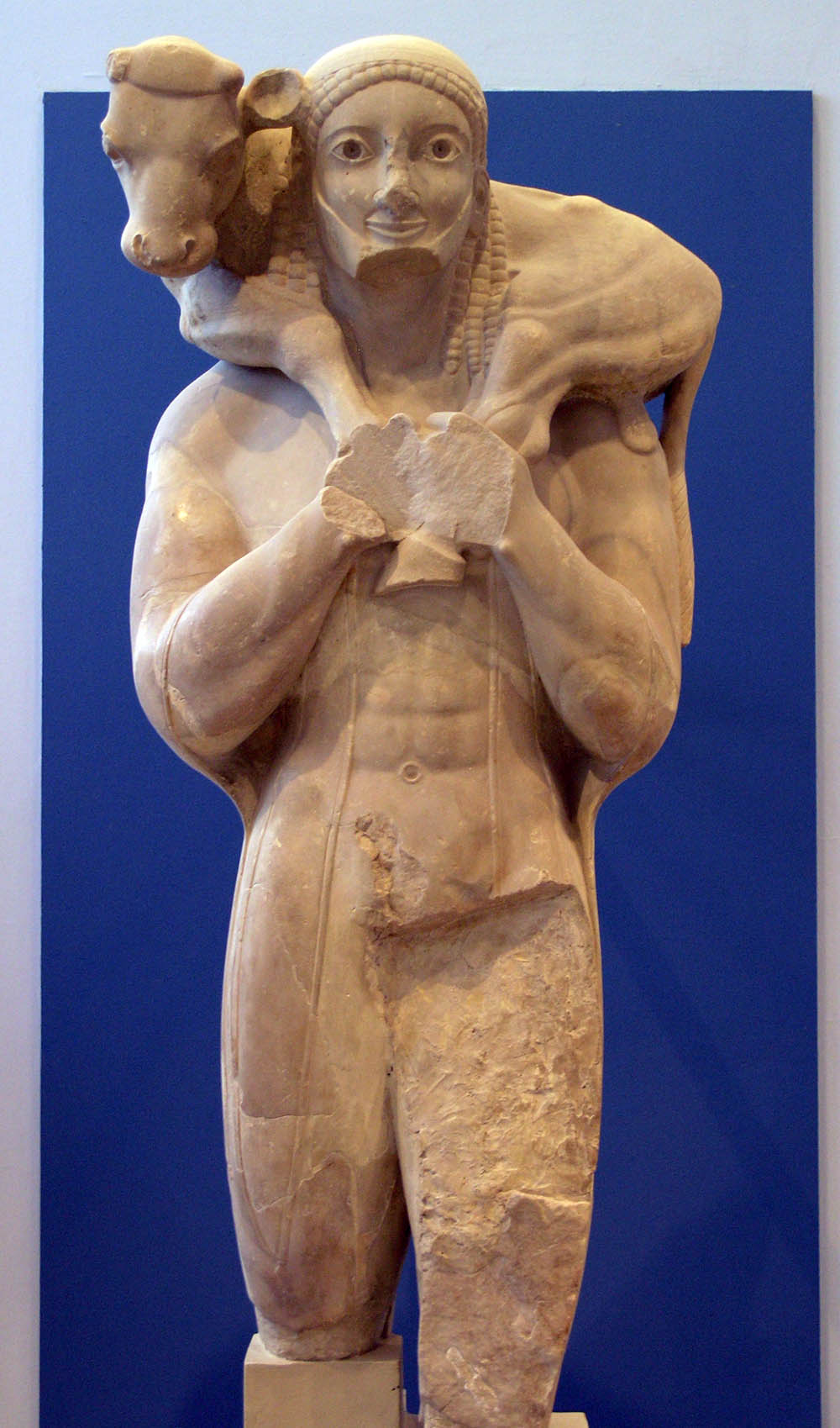
Estatua del Moscóforo barbudo (570 a. C.), guardada en el Museo de la Acrópolis de Atenas.

La Acrópolis tuvo una gran actividad constructora durante la segunda mitad del siglo VI a. C. El templo de Atenea Polias se amplió y se realizó una stoa con un frontón de mármol mostrando un relieve con figuras casi independientes de la lucha de los dioses contra los gigantes, o sea, la gigantomaquia.
En el año 480 a. C., los persas saquearon y destruyeron los edificios existentes en aquel momento en la Acrópolis, como relata Heródoto.
En las excavaciones arqueológicas del año 1886 se descubrieron en una fosa, realizada seguramente durante la invasión persa, catorce imágenes de korai y kuroí arcaicos, entre los que destacan el Moscóforo barbudo y la Cabeza Rampin. La primera representa un joven llevando sobre sus hombros un ternero recién nacido. Todas las esculturas de esta época presentan los ojos en forma de almendra y una sonrisa "arcaica", que trata de expresar una plácida beatitud; sus músculos están realizados con una gran elegancia. Su datación es de principios del siglo VI a. C., es de mármol y tiene una altura de 163 cm y se encuentra en el Museo de la Acrópolis de Atenas. En cuanto a la Cabeza Rampin o Jinete Rampin, muestra la cabeza ligeramente girada que a la vez hace un desplazamiento con los hombros como era habitual en las estatuas ecuestres para su mejor visibilidad, el caballo se asemeja a los ejemplares de ese mismo periodo guardados en el Museo de la Acrópolis. La guirnalda indica que se trataba de un jinete que había obtenido una victoria en alguno de los Juegos Panhelénicos (quizá de los juegos Píticos, en caso de que la corona fuera de roble pero como no se distingue bien también podría ser de los juegos Nemeos o los Ístmicos, que otorgaban a los vencedores coronas de apio.) Se cree que fue realizada hacia el 560 a. C.

### Acrópolis clásica
En el periodo comprendido entre el año 479 y el 447 a. C. es muy probable que solo hubiera ruinas en la Acrópolis. Según algunas fuentes antiguas, antes de la batalla de Platea los griegos habían jurado no reconstruir los edificios sagrados destruidos por los persas. Plutarco señala que en el año 450 a. C. Pericles convocó un congreso para proponer a los griegos la ruptura de este juramento. Sin embargo, algunos autores como Teopompo pusieron en duda la existencia del mencionado juramento.

#### Partenón

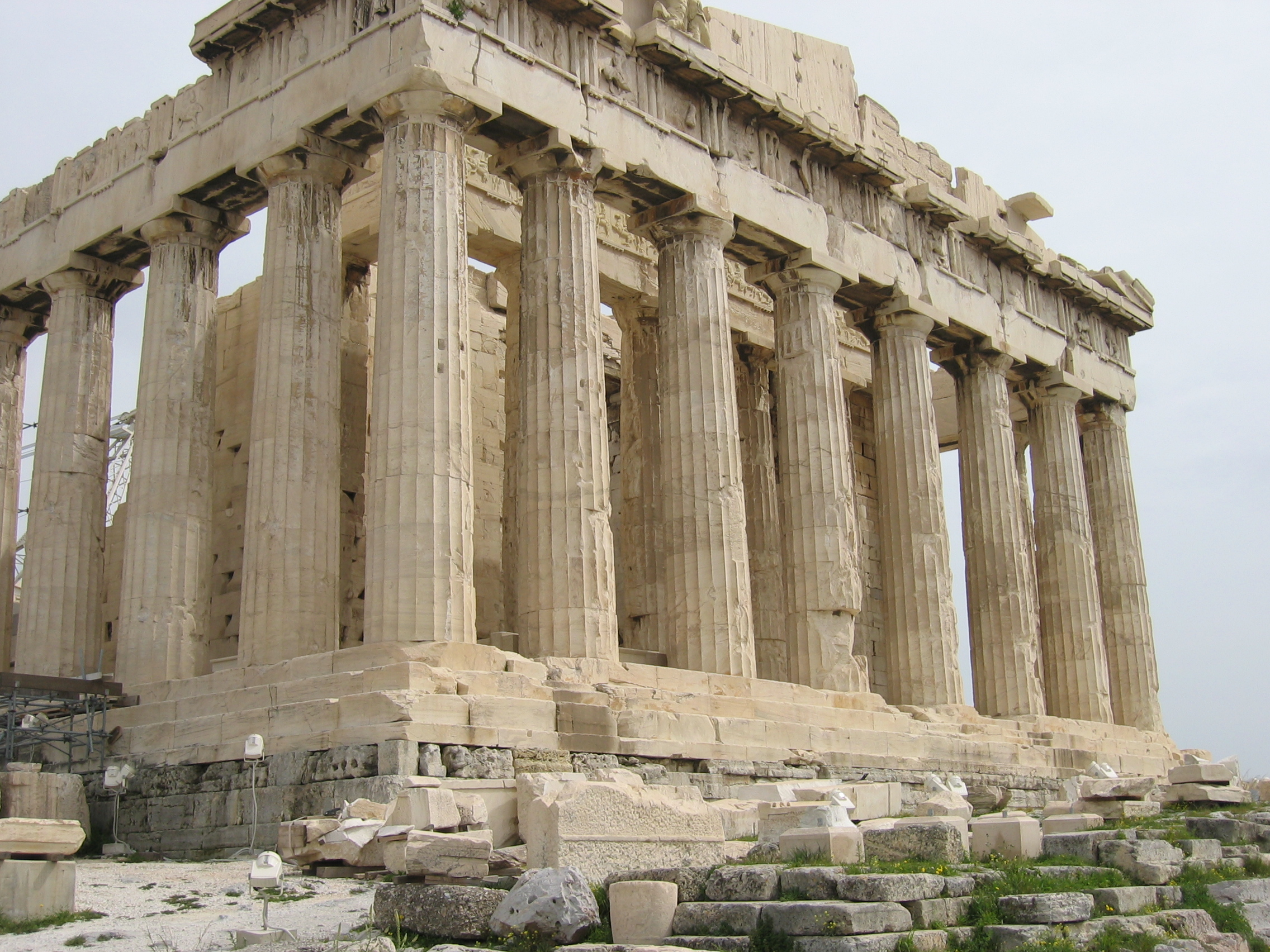
Las columnas de orden dórico del Partenón.

Pericles confió la dirección de las obras de la Acrópolis al escultor Fidias. Ictino y Calícrates fueron los arquitectos del Partenón, sobre los cimientos de otro antiguo templo de grandes proporciones, denominado Prepartenón o Hecatompedón, del que existen pocos datos seguros y que había sido destruido por los persas. La construcción se alargó durante quince años, del 447 al 432 a. C.
El interior estaba dividido en dos salas independientes, con la entrada por cada fachada opuesta del edificio. La sala oriental era la más grande, dividida por columnas dóricas en tres naves y era donde se encontraba la escultura de Atenea de Fidias. En la sala occidental, con cuatro columnas en el centro de estilo jónico, se guardaba el tesoro de la diosa, y recibía el nombre de Partenón, es decir, la sala de las vírgenes. La fachada principal está orientada hacia oriente, el punto por donde sale el Sol, como es habitual en todas las construcciones religiosas de la antigüedad. Constaba de ocho columnas en sus dos fachadas principales y diecisiete en los laterales que rodeaban todo el templo, dejando un pasillo o deambulatorio que permitía a la población bordear completamente el templo durante sus celebraciones religiosas.
En el exterior, en una superficie de 69,54 metros por 30,87 metros, y columnas de una altura de 10,43 metros, presenta como todos los templos griegos una escalinata compuesta por tres escalones que rodea completamente la base: los dos primeros escalones inferiores se denominan estereóbatos y el escalón superior, estilóbato.

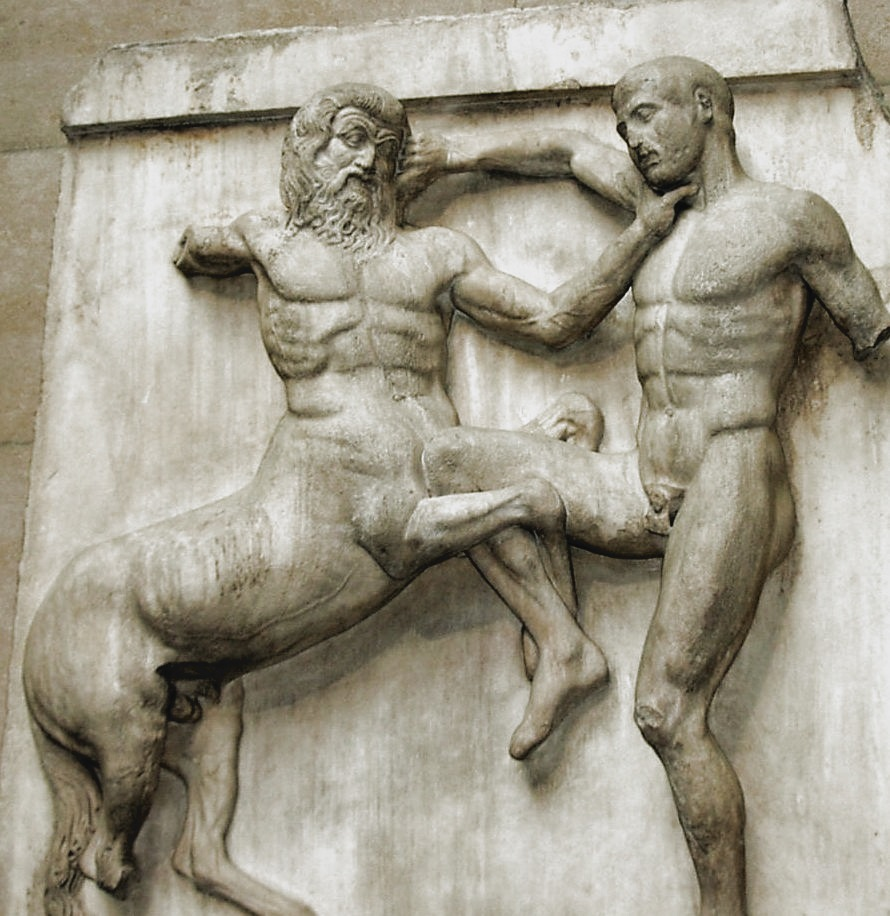
Metopa con la representación de la centauromaquia, Museo Británico de Londres.

Es un templo de orden dórico, que fue proyectado con ligeras correcciones con la finalidad de contrarrestar los efectos ópticos de la perspectiva, es decir, todas las líneas aparentemente rectas en realidad se esculpieron ligeramente curvas, para obtener más armonía, efecto que fue descubierto por el arquitecto inglés Penrose, en el año 1847. Este edificio permaneció casi intacto hasta el año 1687, cuando quedó medio destruido por una explosión durante la guerra venetoturca. Se cree que las esculturas de Fidias estaban realizadas en arcilla o yeso, para que después sus alumnos las pasaran a mármol. El frontón de la fachada occidental representa la lucha de Atenea y de Poseidón para conseguir el patronazgo de la ciudad. Pausanias cuenta que las esculturas del frontón oriental representaban el nacimiento de Atenea de la cabeza de Zeus. De hecho, los frontones son conocidos por dibujos del siglo XVII y por copias antiguas.
La novedad arquitectónica del Partenón es el friso interior que recorre el muro de la nave, un lugar que ningún edificio dórico había empleado para decoración. Tiene una longitud de 160 metros, 105 cm de altura y 5,6 cm en los lugares de máxima profundidad del relieve. Estaba realizado en mármol del monte Pentélico, a 19 km de la Acrópolis. El friso lo formaban 378 figuras humanas y 245 de animales representando la procesión de las fiestas de las Panateneas.
Estaba policromado: el color de las metopas era rojo como el de los frisos, el frontón era azul y a las figuras se les pintaba los ojos y los cabellos. De las 92 metopas originarias solo se conservan 19, algunas en el mismo templo y otras en el Museo Británico, ya que la mayoría fueron destrozadas en las numerosas ocasiones en que el edificio fue saqueado. Las metopas del lado norte representaban la toma de Troya; las del este, la lucha de los dioses con los gigantes; las del sur, la centauromaquia y las del oeste, una batalla entre griegos y Amazonas.

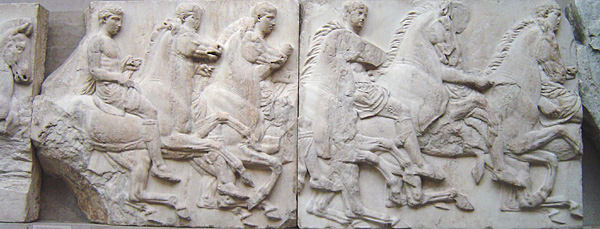
Detalle del friso interior del Partenón, Museo Británico de Londres.

El Partenón alojaba la gran estatua de la diosa Atenea Pártenos, que realizó Fidias. Esta escultura era de oro y marfil (criselefantina) y de quince metros de altura con pedestal. Estaba vestida con el peplo y encima la égida. Sobre la cabeza tenía un casco cubierto con figuras simbólicas y estaba armada con lanza y escudo en actitud de reposo. En una mano sostenía la imagen de la Victoria alada de tamaño natural. El antiguo historiador Pausanias realizó una descripción precisa de la estatua: 

... La imagen está hecha de marfil y oro. En medio del casco hay una figura de la Esfinge... y a uno y otro lado del yelmo hay grifos esculpidos.... La estatua de Atenea es de pie con manto hasta los pies, y en su pecho tiene insertada la cabeza de Medusa de marfil. Tiene una Victoria de aproximadamente cuatro codos y en la mano una lanza; hay un escudo junto a sus pies y cerca de la lanza una serpiente. Esta serpiente podría ser Erictonio. En la base de la estatua está esculpido el nacimiento de Pandora.

Existen algunas copias antiguas de la época romana de la escultura original de Atenea Pártenos:
- Atenea Varvakeion, copia romana en mármol del siglo II, considerada una de las más próximas a la real, que se encuentra en el Museo Arqueológico Nacional de Atenas.
- Atenea Lenormant, sin finalizar, en el Museo Nacional Arqueológico de Atenas, también considerada de las mejores copias.
- Otra copia romana en mármol realizada entre los años 130-150 se encuentra en el Museo del Prado de Madrid.
- Otra copia romana de entre los siglos I y II en el Museo del Louvre de París.
- Otra copia romana firmada por Antíoco (siglo I a. C.) en el Museo Nacional Romano de Roma.

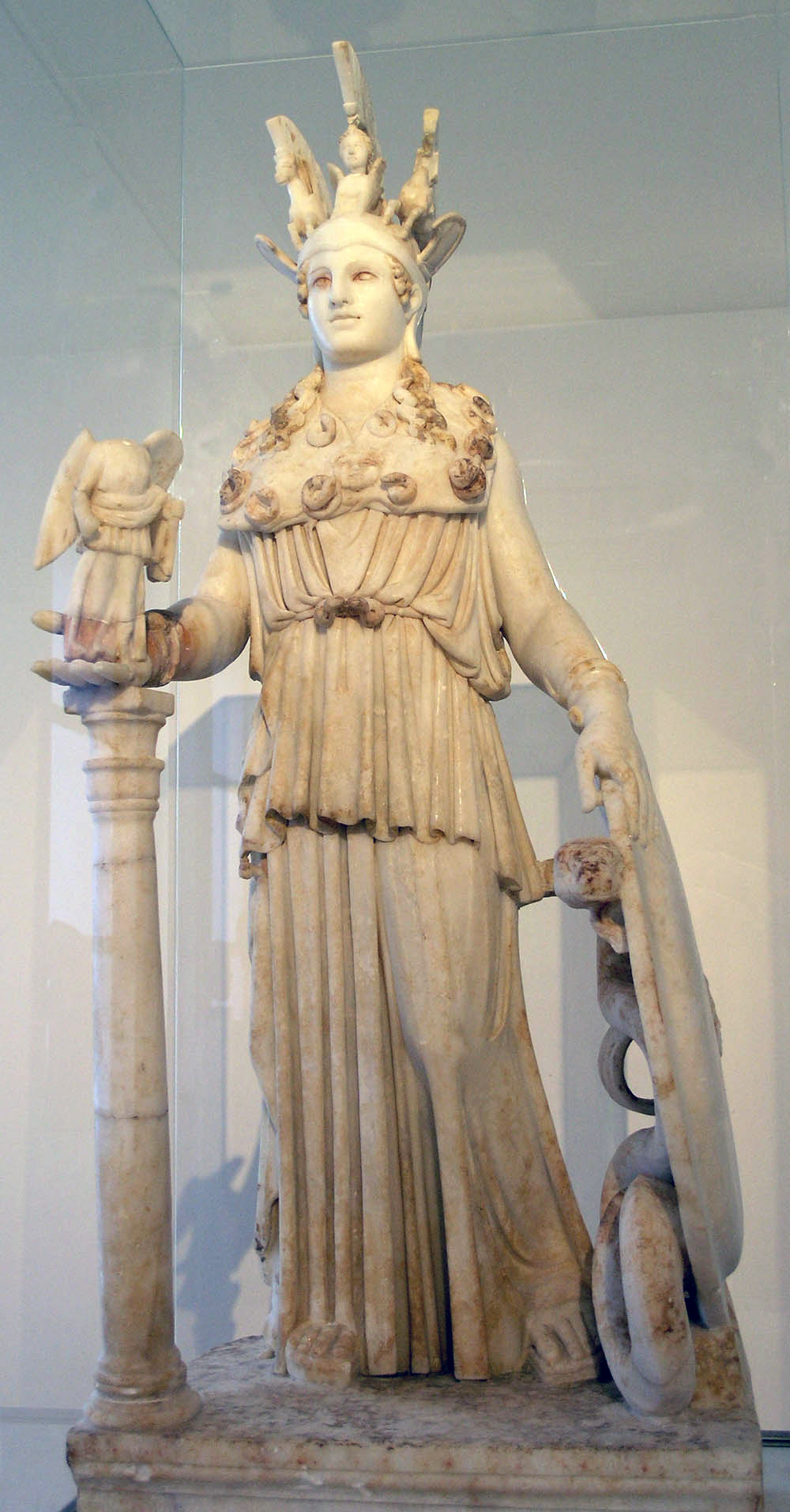
Atenea Varvakeion, Museo Arqueológico Nacional de Atenas.
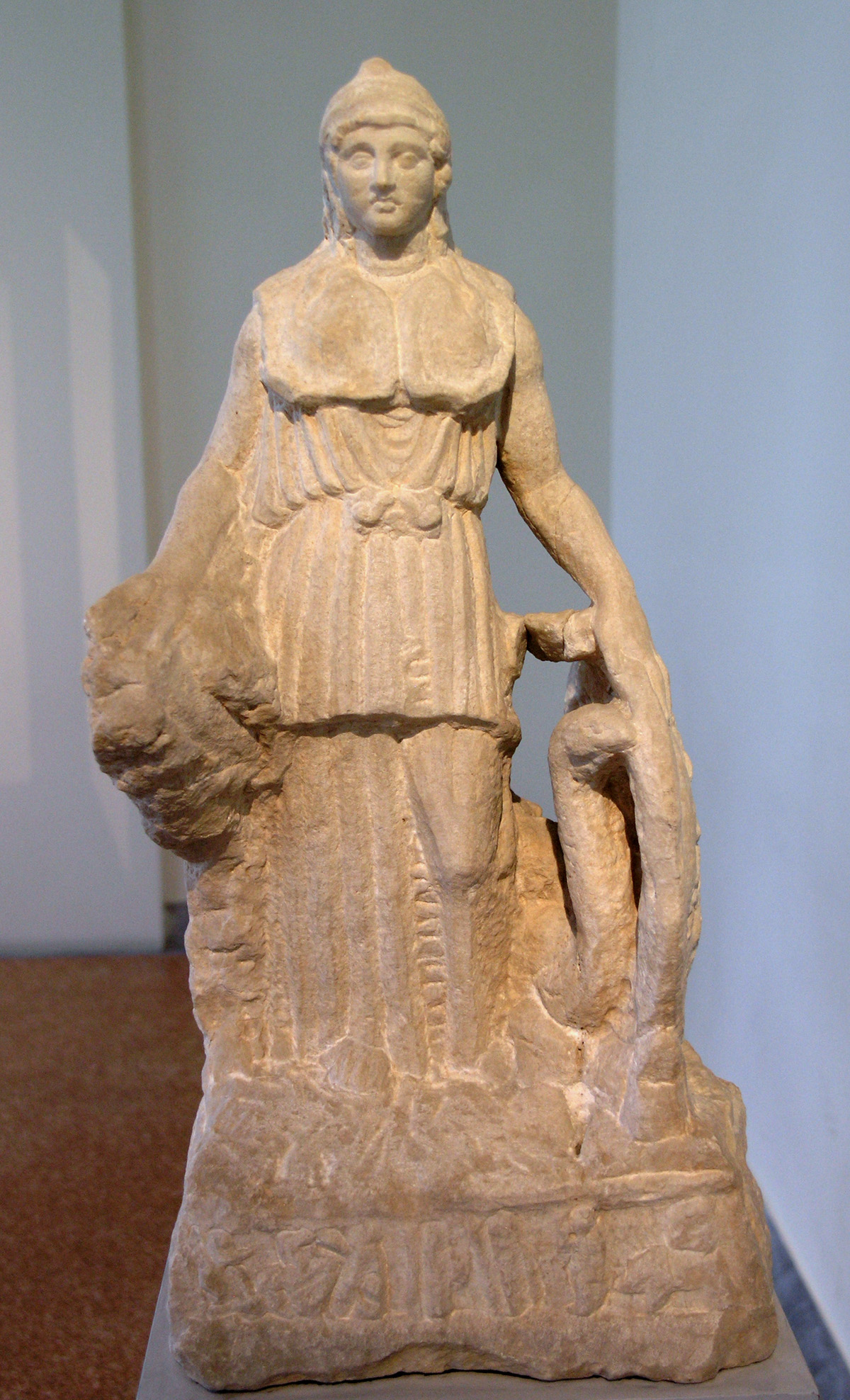
Atenea Lenormant, Museo Arqueológico Nacional de Atenas.
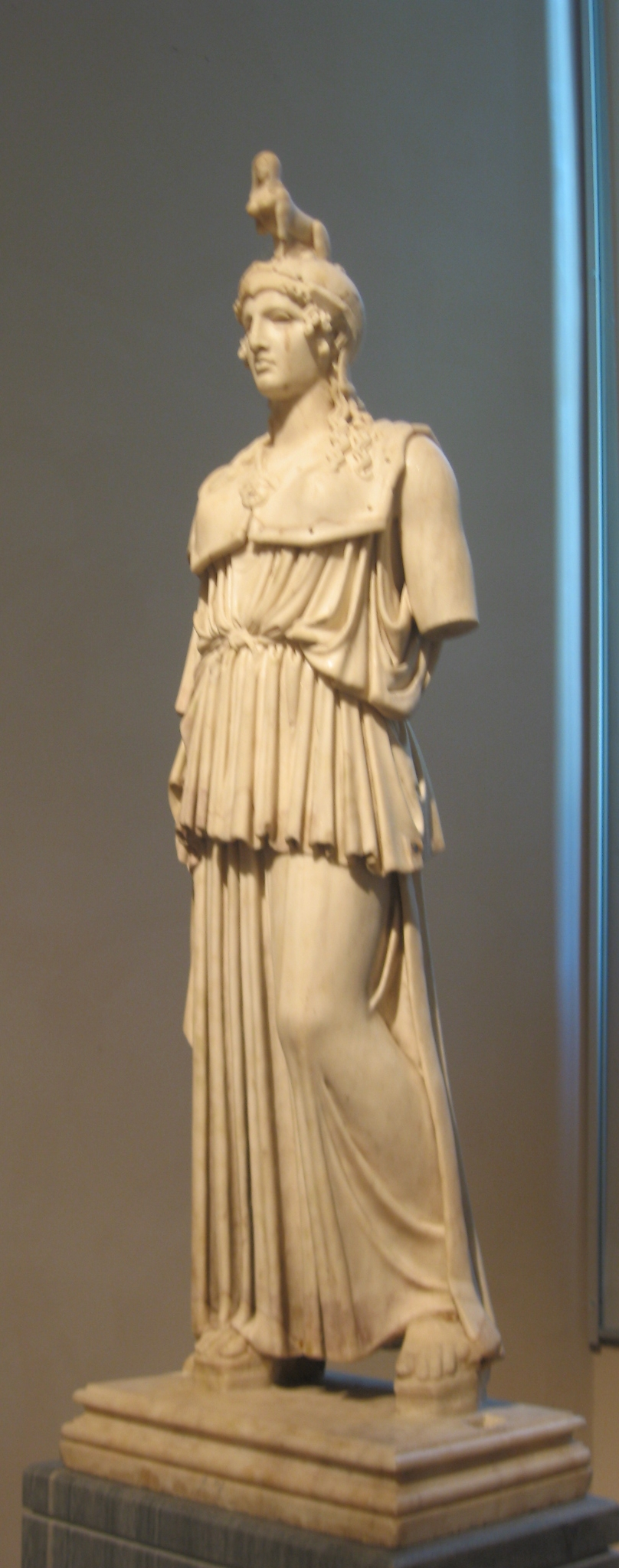
Copia de Atenea Pártenos, Museo del Prado, Madrid.
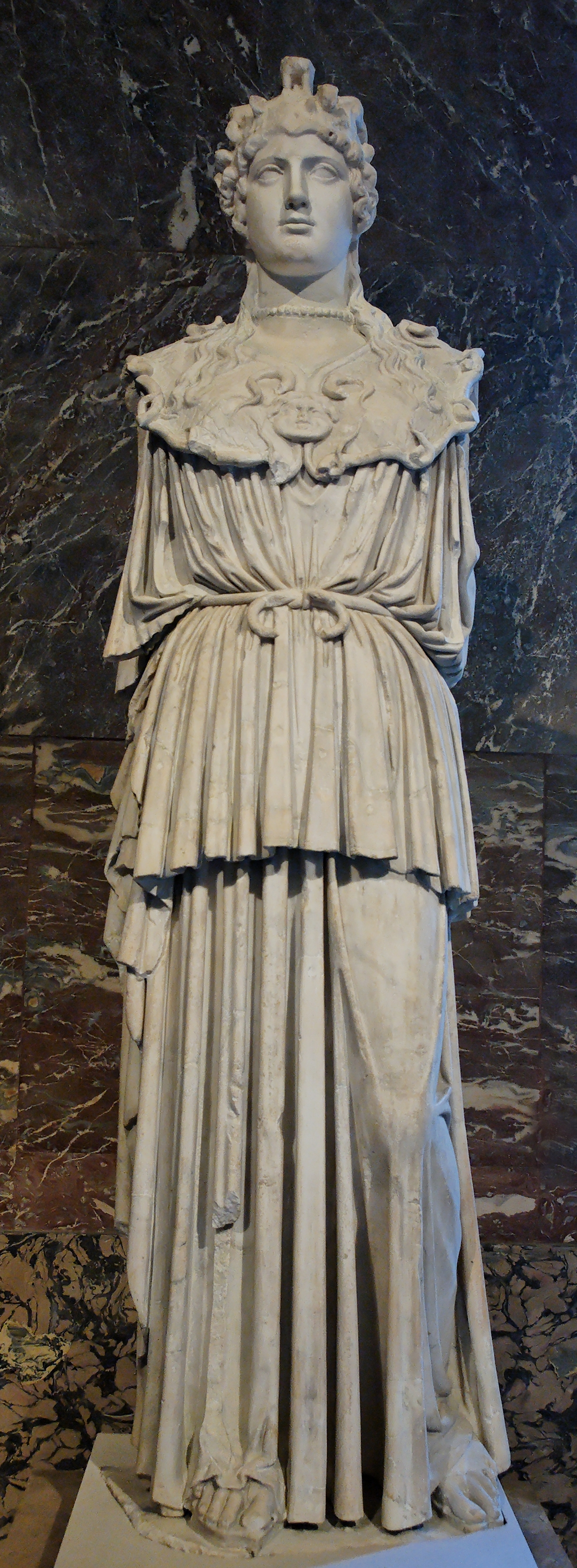
Copia de Atenea Pártenos, Museo del Louvre, París.
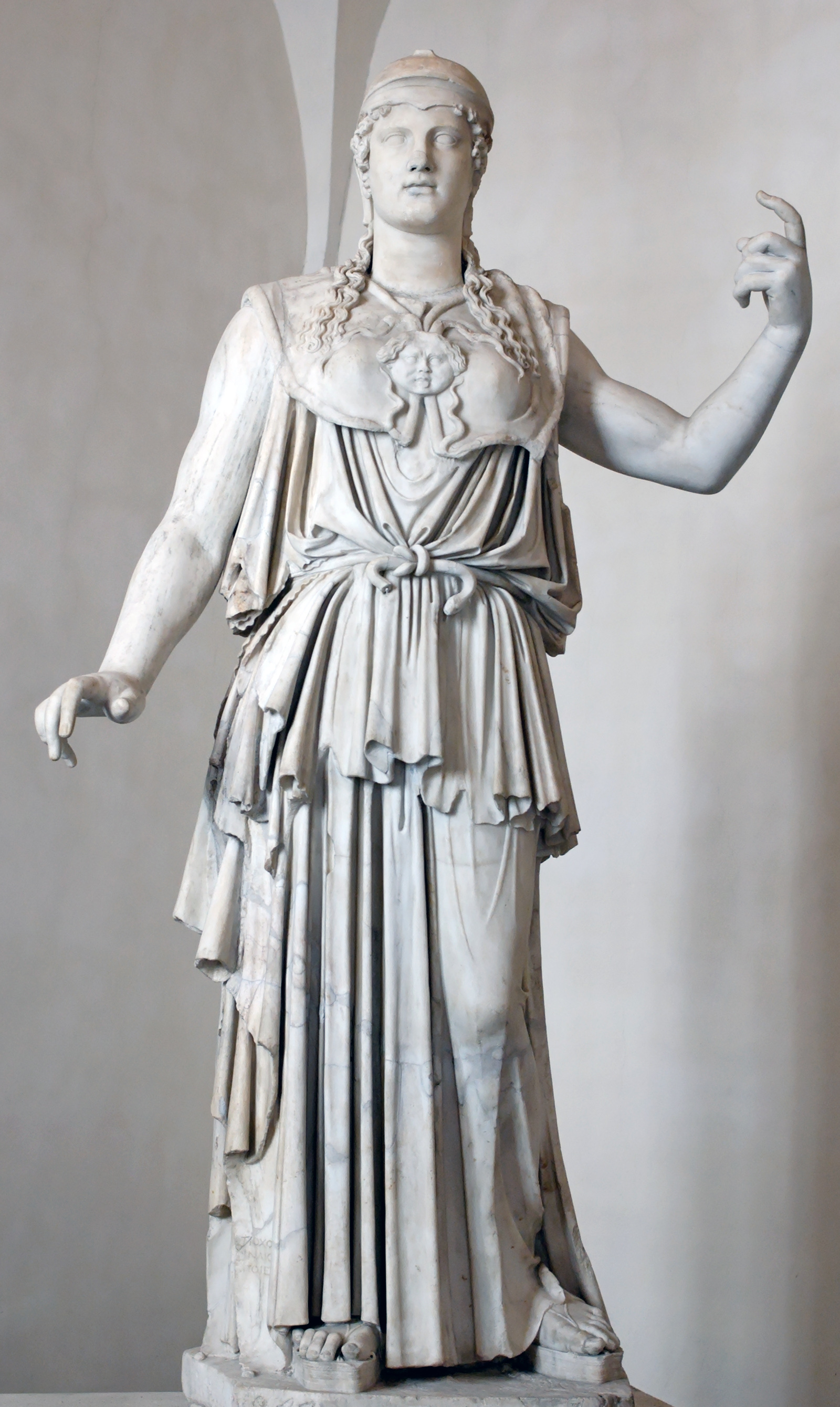
Copia de Atenea Pártenos en el Museo Nacional Romano (Palazzo Altemps), Roma.

#### Erecteón

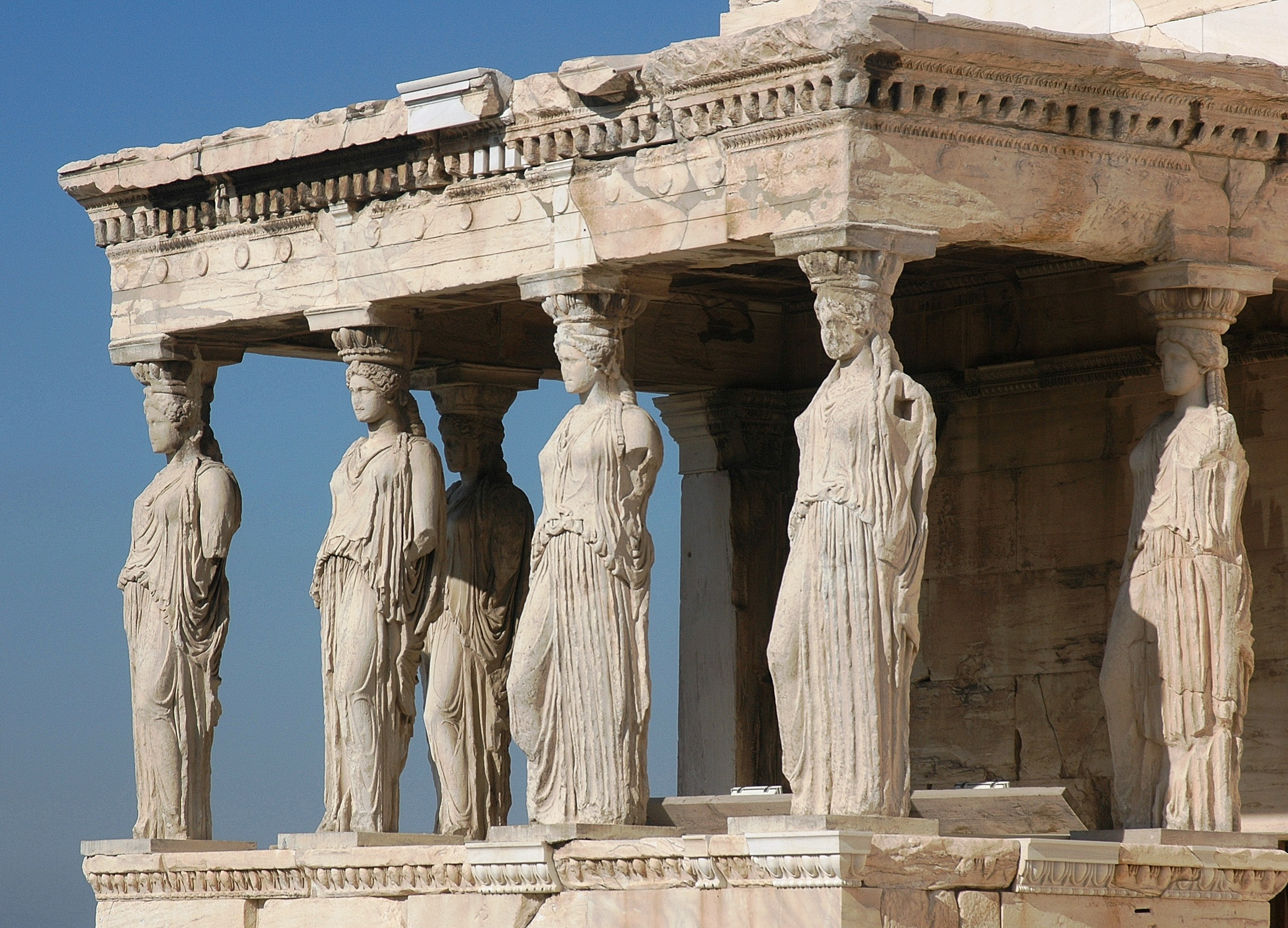
Fachada del Erecteón conocida como Las Cariátides.

Su construcción se inició en el año 421 a. C., durante la tregua de la Paz de Nicias en la guerra del Peloponeso, reemplazando el antiguo templo arcaico de Atenea que había sido destruido por los persas durante las guerras médicas.
Está formado por un edificio central con planta irregular, adecuado al desnivel del terreno, que comprende dos partes sin comunicación entre ellas: al este es un santuario dedicado a Atenea de tipo hexástilo, con unas columnas de orden jónico; al oeste está formado por dos capillas con doble culto: una a Erecteo y Poseidón y la otra a Hefesto y Butes. En el acceso a estas salas se encontraba la fuente de agua salada que supuestamente Poseidón hizo brotar con un golpe de su tridente durante la disputa con Atenea. Tiene una stoa en la parte norte, con columnas y en la parte sur es donde se encuentra la Tribuna de las Cariátides, con seis columnas con figura de mujer de 230 cm de altura, realizadas por Calímaco, un ayudante de Fidias. Las que se pueden ver in situ son copias de las cinco que se encuentran en el Museo de la Acrópolis y de una sexta que hay en el Museo Británico.
El Erecteión mostraba un friso que recorría los lados del edificio, formado por figuras de mármol montadas sobre lápidas de piedra calcárea negra de la ciudad de Eleusis. Se ha conservado una lápida de la segunda etapa de su construcción, donde se pueden leer los 130 nombres de los trabajadores y su paga, una dracma diario, que era la misma que la que recibía el arquitecto.

#### Propileos

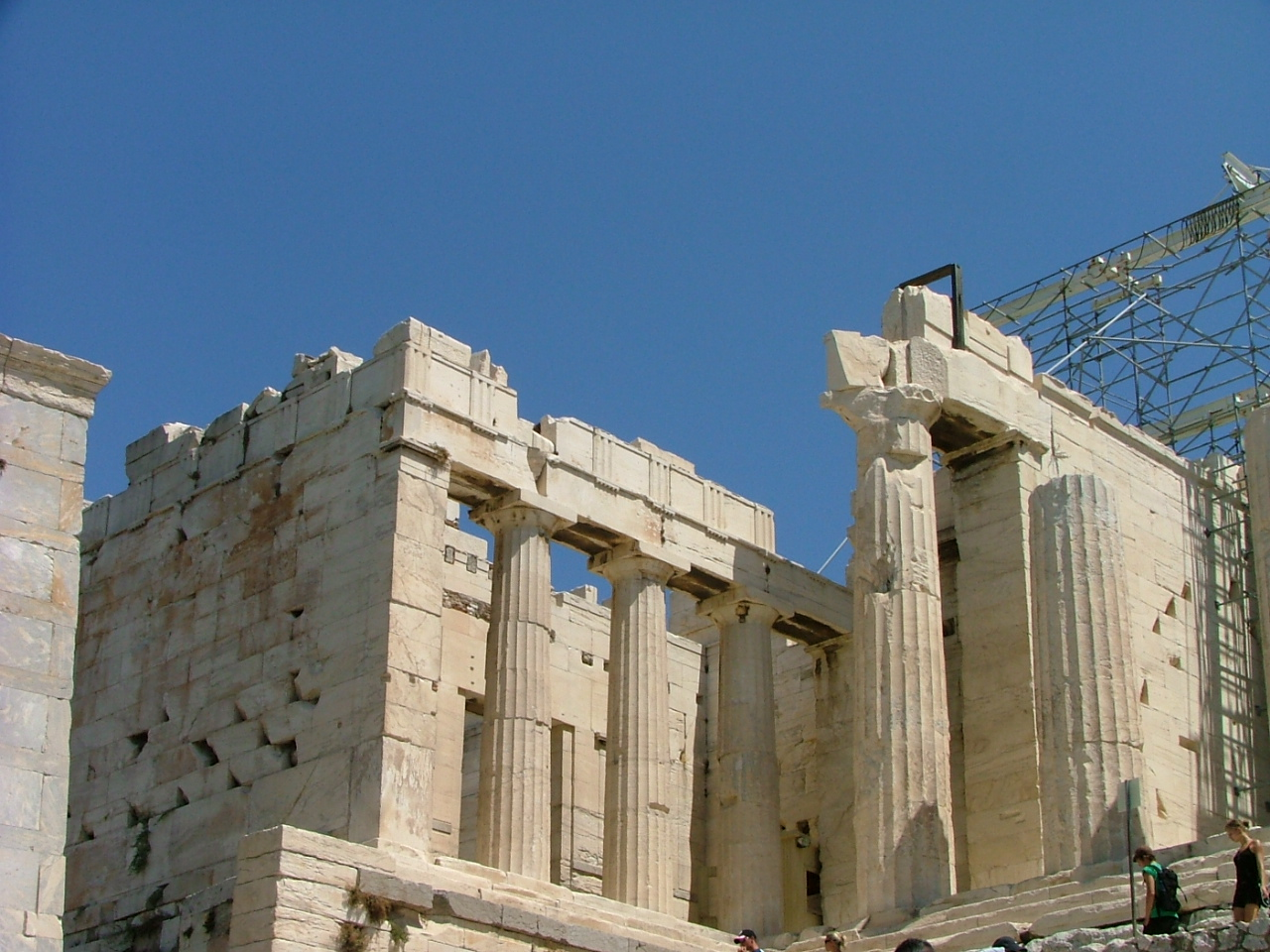
Los propileos de la Acrópolis de Atenas.

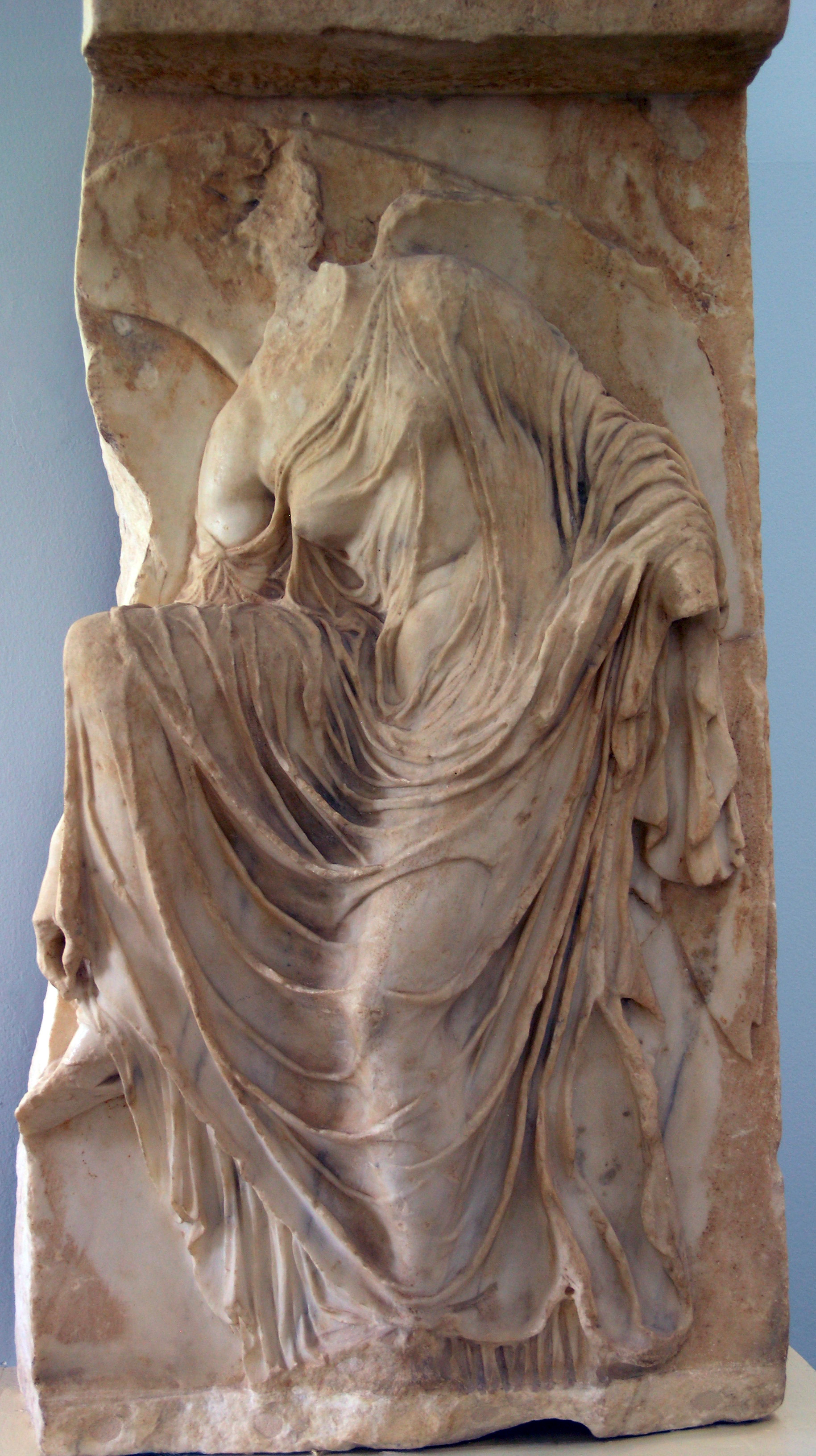
La diosa Nike Atenea, representada como Victoria, desatándose una sandalia. (Atenas, finales del)

Los propileos eran la gran entrada a la Acrópolis de Atenas. Fueron construidos a partir del año 437 a. C. por el arquitecto Mnesicles en un terreno accidentado y sobre las ruinas de los propileos arcaicos que fueron destruidos en el año 480 a. C. en el incendio ocasionado por los persas. Las seis columnas de la entrada son dóricas, igual las de la fachada delantera como las seis de la parte posterior. Está construido con mármol pentélico, consta de un vestíbulo de 24 x 18 metros. En el interior, un muro con cinco puertas lo divide en dos partes; la occidental, más grande, tiene dos hileras de tres columnas jónicas que forman tres naves.
Es interesante la techumbre que se construyó con vigas de mármol de más de siete metros y armando los arquitrabes que sostenían estas vigas con una barra metálica.
En el ala norte estuvo situada la primera pinacoteca del mundo; entre las pinturas que se exponían destacaba la obra del pintor griego Polignoto (siglo V a. C.), conocido por las descripciones de su obras hechas por Pausanias y por Plinio.

#### Templo de Atenea Niké
Al lado sur de los propileos se encuentra el templo de Atenea Niké (‘Atenea victoriosa’) o Niké Aptera (‘Victoria sin alas’). La construcción encargada al arquitecto Calícrates data del año 421 y el 410 a. C. Este monumento emplazado en la entrada de la Acrópolis quería simbolizar que, una vez sin alas, la diosa no se movería de Atenas.
El naos consta de una planta casi cuadrada de 418 cm x 3178 cm, con el pronaos de cuatro columnas y cuatro más en el opistodomos, todas de orden jónico.
El friso que recorre todo el templo tuvo una decoración alusiva a las guerras médicas, con los frontones dedicados a la diosa Atenea. En el parapeto del bastión se añadió en el año 410 a. C. una decoración con grandes relieves, donde se aprecia la escuela de Fidias, por ejemplo en los pliegues de la ropa, que se adapta al cuerpo de las representaciones de las «victorias», las cuales están representando con gestos cotidianos como desatándose una sandalia o subiendo a un carruaje.
El templo actual es una reconstrucción realizada en los años 1936 a 1940 por Nikolaos Balanos y Anastasios Orlandos, con el propósito de solucionar algunos problemas estructurales.

#### Pandrosio
Construido en tiempos de Pericles hacia el año 421 a. C. cerca del Erecteón en el lado noroeste, en honor de Pándroso hija de Cécrope I, fue el lugar donde Atenea, durante su lucha con Poseidón para conseguir el patronazgo de la ciudad de Atenas, hizo crecer un olivo cuando resultó vencedora. El año 1917 se plantó el árbol actual, en recuerdo del mítico olivo.

#### Santuario de Artemisa Brauronia

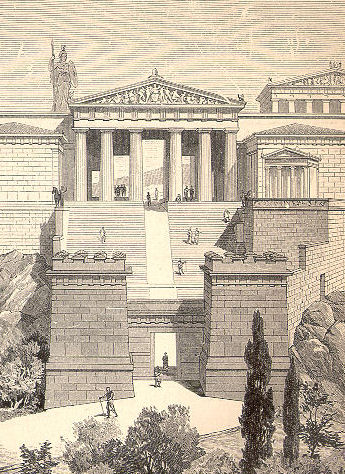
Dibujo de una reconstrucción imaginaria de los propileos,, donde se ve la Puerta Beulé en primer término.

Cerca de los propileos se encontraba el santuario de Artemisa Brauronia, construido el año 430 a. C. El origen del santuario es una leyenda según la cual los habitantes de Braurón habían matado a una osa, que era el animal sagrado de Artemisa, por lo que la diosa exigió que se le consagraran a su culto niñas de siete a once años que vivirían en el santuario a su servicio; estas niñas recibían el nombre de osas. El edificio tenía una planta trapezoidal con dos alas laterales y una stoa de unos 38 metros de longitud por 7 de anchura.
Pausanias describe la presencia de varias estatuas que se encontraban en este santuario entre las que destacaban una imagen de Artemisa obra de Praxíteles y un caballo de bronce que representaba al caballo de Troya, en el que se representaban algunos de los guerreros escondidos asomándose desde dentro.

#### Arreforión
Se trataba de un edificio situado en la parte norte de la Acrópolis que era donde vivían las arréforas, unas muchachas que tejían el peplo que recibía Atenea en las Panateneas y además realizaban un ritual en el que llevaban en una procesión nocturna misteriosos objetos sagrados hasta un santuario de Afrodita y Eros que estaba situado en la ladera norte de la Acrópolis.

#### Eleusinión
Fue Pericles el que mandó construir este santuario cerca de la Acrópolis para poder rendir culto a los misterios eleusinos. Se encargó de su edificación el arquitecto Corebos. La planta del santuario era cuadrada con diversas hileras de columnas y el techo se elevaba en forma de linterna. Han sido las excavaciones efectuadas las que han dado las pautas para reconocer los cimientos y la planta de todo el edificio.

#### Teatro de Dioniso

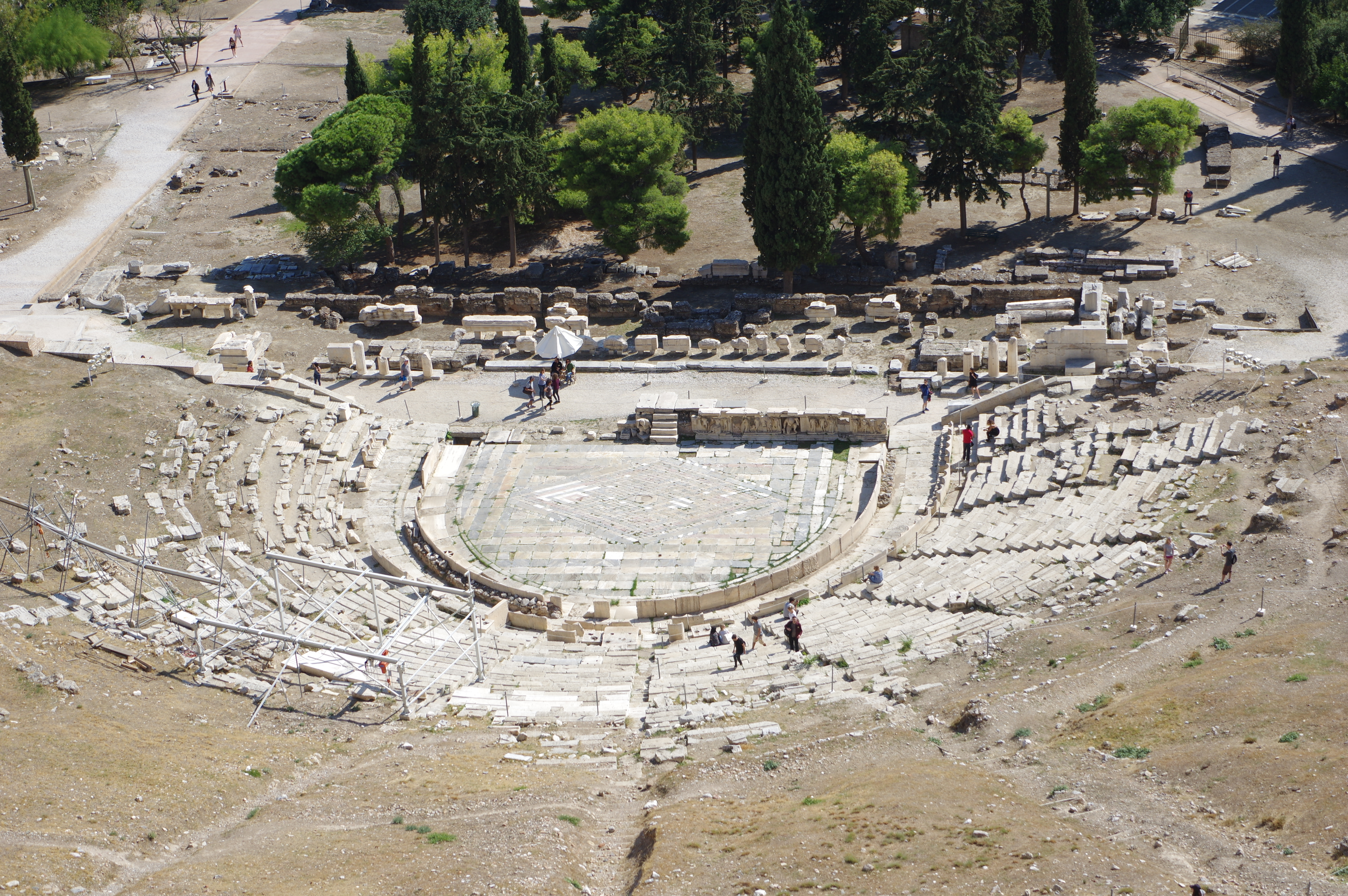
El Teatro de Dioniso, bajo la Acrópolis de Atenas.

Desde la segunda mitad del siglo V a. C., una de las más importantes creaciones arquitectónicas es el teatro y uno de los ejemplos más importantes de este tipo de edificios es el Teatro de Dioniso, construido durante el siglo IV a. C.
El teatro constaba de una parte trasera donde los actores se cambiaban de indumentaria. Los espectadores se colocaban cerca de un lugar descampado, lugar donde se acostumbraban a construir los teatros. A finales del siglo V a. C. fueron sustituidas las primitivas plataformas de mármol por graderías de piedra. En la parte central de las primeras gradas había 67 asientos que fueron realizados posteriormente, en mármol decorado y estaban reservados para los sacerdotes y reyes.

#### Asclepeion
En la ladera sur de la Acrópolis, por encima de la Stoa de Eumenes y el Teatro de Dioniso, se localiza un asclepeion, que data del 420 a. C. aproximadamente. A él acudían los médicos en busca de respuesta para saber curar enfermedades, además de clérigos, que iban a rezar, y enfermos.

#### Odeón de Pericles
Se construyó también bajo el mandato de Pericles y cerca del teatro de Dioniso.
Constaba de planta rectangular con doble hilera de columnas para la sustentación del techo y un propileo. Se utilizaba para las representaciones musicales, que empezaron en el año 446 a. C.

### Acrópolis helenística

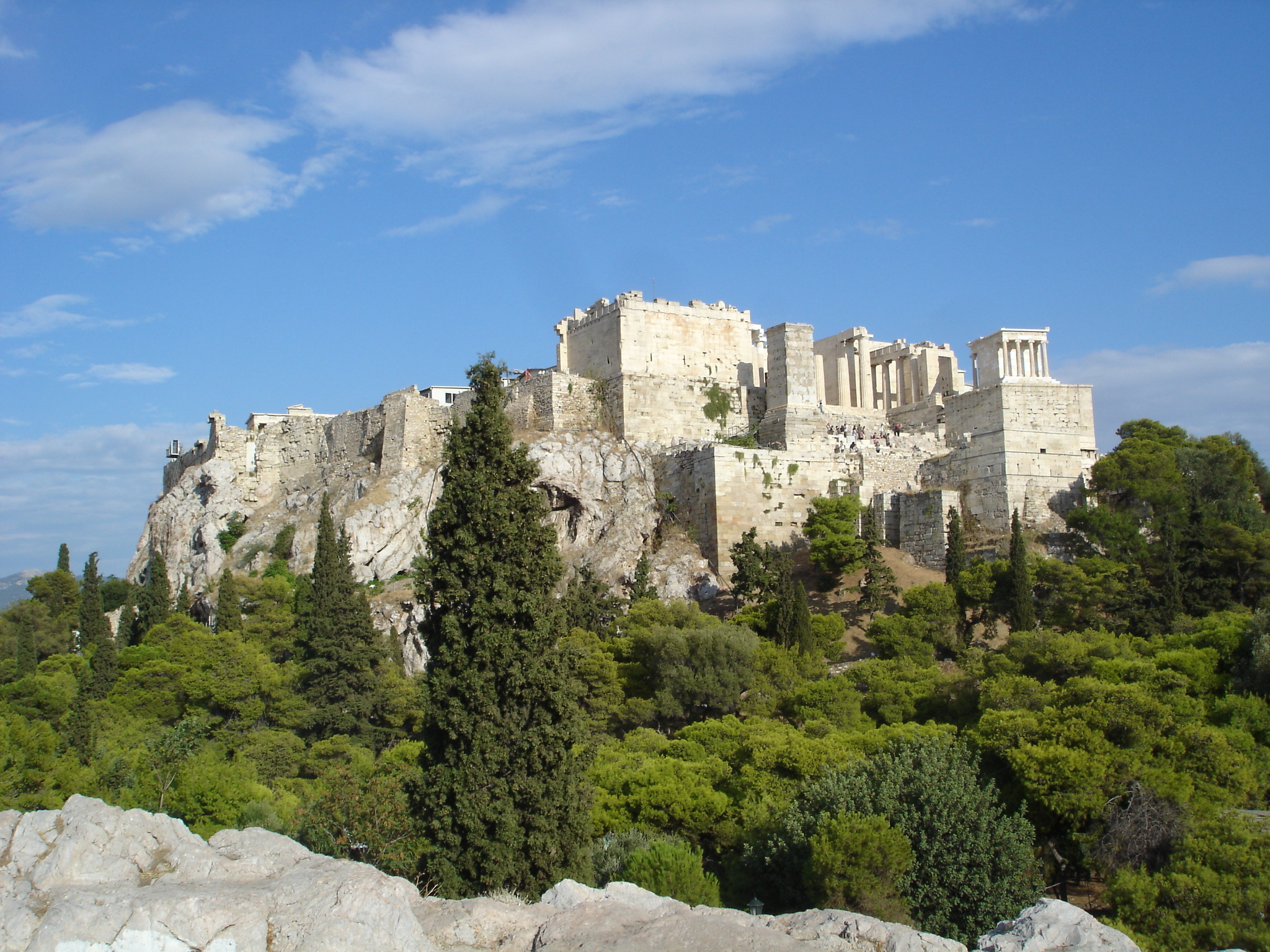
La Acrópolis vista desde el Areópago.

En la ladera sur de la Acrópolis, en 320-319 a. C., se construyó, por orden de Nikias, un gran monumento en forma de templo dórico. Pero en el siglo III fue desmantelado para utilizar sus materiales en la puerta Beulé y solo queda la base.
Al lado de este monumento se encuentra el pórtico o stoa de Eumenes, de 163 metros de longitud, que fue mandado construir por el rey Eumenes II de Pérgamo en el siglo II a. C. Se realizó para que los espectadores que asistían a las representaciones del teatro de Dioniso pudieran resguardarse de las inclemencias del tiempo.

### Acrópolis romana
En la época romana diversos emperadores y personajes destacados reformaron o realizaron nuevas construcciones en la Acrópolis de Atenas.
A la izquierda de la escalinata, antes de los propileos, se encuentra el Pedestal de Agripa, de casi 14 m de altura y construida en mármol gris. En el año 178 a. C. se había colocado en ella una estatua de Eumenes II sobre una cuadriga de bronce. Posteriormente se colocó otra de Agripa, yerno del emperador Augusto.
También en época de Augusto, en el año 27 a. C., se edificó el Templo de Roma y Augusto cerca del Partenón. De planta circular, se encontraba rodeado de nueve columnas de mármol.
Durante el mandato de Claudio, en el año 52, se hizo una reforma de la rampa de acceso a la Acrópolis.
En la ladera meridional de la Acrópolis, el ciudadano Herodes Ático erigió un odeón en el siglo II, en memoria de su esposa Apia Annia Regila.
En el siglo III, por orden de Flavio Septimio, se construyó la actualmente llamada Puerta Beulé como primera entrada de la Acrópolis antes de los propileos. Consta de dos torres de 9 m de altura, una a cada lado de la puerta. Esta puerta fue descubierta por el arqueólogo francés Charles Ernest Beulé en el año 1852.
Algunos edificios cambiaron su función original, como el teatro de Dioniso, que pasó a ser escenario de competiciones de gladiadores.

## Situación de los edificios
1. Partenón
2. Antiguo templo de Atenea
3. Erecteión
4. Estatua de Atenea Promacos
5. Propileos
6. Templo de Atenea Niké
7. Eleusinión
8. Santuario de Artemisa Brauronia
9. Calcoteca
10. Pandroseión
11. Arreforión
12. Altar de Atenea
13. Santuario de Zeus Polieo
14. Santuario de Pandión
15. Odeón de Herodes Ático
16. Stoa de Eumenes
17. Santuario de Asclepio o Asclepeion
18. Teatro de Dioniso Eléuteros
19. Odeón de Pericles
20. Témenos de Dioniso
21. Aglaureión

## Elementos desaparecidos de la Acrópolis
En la Acrópolis existieron otros elementos artísticos que fueron destruidos o trasladados. Sobre algunos de ellos existen descripciones proporcionadas por autores de la Antigüedad.
Entre ellos destacaba la enorme estatua de bronce realizada por Fidias de Atenea Promacos, situada a la entrada de la Acrópolis, y de la que Pausanias señala que:

.. realizada por Fidias, fue hecha con el diezmo del botín de los medos de Maratón. En el escudo labró Mis, entre otras cosas, la lucha de centauros y lápitas siguiendo, según se dice, dibujos de Parrasio, hijo de Evénor.
 Descripción de Grecia, i, 28, 2.

Otra estatua destacada realizada por Fidias para la Acrópolis fue la Atenea Lemnia, así llamada porque un grupo de colonos de la isla de Lemnos habían enviado a Pericles dinero para que erigiera una estatua dedicada a Atenea.
El antiguo templo de Atenea albergaba un xoanon antiquísimo realizada en madera de olivo que representaba a la diosa. Esta estatua era muy venerada puesto que se creía que había caído del cielo en la época de Erecteo. Se salvó del saqueo persa puesto que fue trasladada a Salamina y posteriormente volvió a ser ubicada en la Acrópolis, en el Erecteión. Era vestida con un peplo nuevo cada año y tenía joyas de oro.

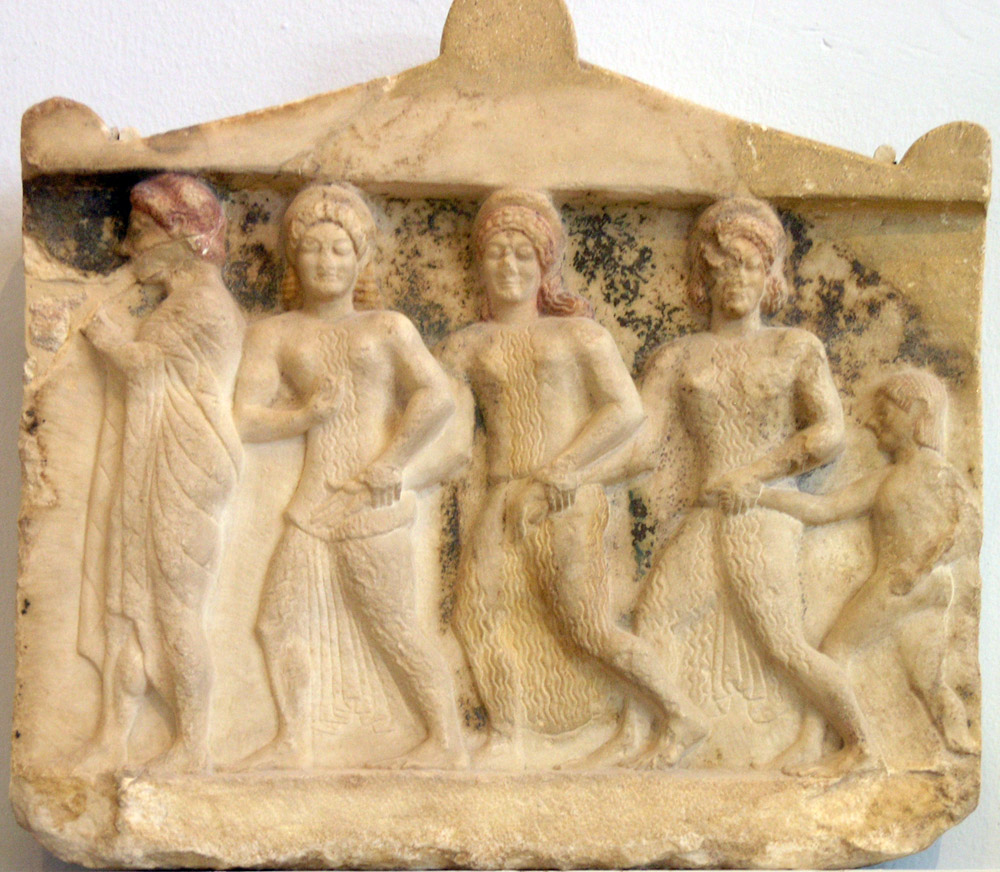
Relieve, hallado en la Acrópolis, que posiblemente representa a Hermes acompañado por las cárites, Museo de la Acrópolis de Atenas.

Una representación escultórica de las cárites se encontraba ante la entrada de la Acrópolis.

Además, en Atenas, delante de la entrada a la Acrópolis, las Cárites eran también tres en número; junto a ellas se celebran misterios que no deben ser revelados a muchos.
 Pausanias, Descripción de Grecia, libro 9, xxxv.3.

Quién fue el que primero representó desnudas a las Cárites, en escultura o en pintura, no he podido averiguarlo. Durante el periodo más antiguo, ciertamente, tanto escultores como pintores las representaban cubiertas.[...] También Sócrates, hijo de Sofronisco, hizo imágenes de las Cárites para los atenienses, que están ante la entrada a la Acrópolis. Todas éstas están igualmente cubiertas.
Libro 9, xxxv.6-7.

Pausanias también da la noticia de una construcción situada al lado del teatro de Dioniso, de la que dice:

... según dicen, es copia de la tienda de Jerjes. Pero es la segunda, porque la primera la incendió el general romano Sila cuando tomó Atenas.
 Descripción de Grecia, i, 20, 4.

En la vertiente norte de la Acrópolis existió un santuario dedicado a los dioscuros (los anakes, es decir, ‘los señores’). De ahí su nombre, el Anaceo (Anákeion) o «templo de los señores». Debía ser de grandes dimensiones, pues parece que allí tenían lugar reuniones militares. Según Pausanias, Polignoto pintó allí la boda de las hijas de Leucipo, y Micón representó a Jasón y los argonautas.
Cerca se encontraba el Aglaureión, que era un santuario situado en una cueva debajo del Arreforión en el que se rendía culto a Aglauro.
En la vertiente meridional de la Acrópolis había una cabeza dorada de Gorgona, situada sobre una muralla llamada Noto.
Un poco más arriba del Teatro de Dionisio, al pie de esta ladera, existía una cueva encima de la cual hubo un trípode en el que estaban representados Apolo y Artemisa asesinando a los hijos de Níobe. Al final de esta vertiente, después del Asclepeion, se erigió un templo dedicado a la diosa Temis. Ante él estaba la tumba de Hipólito. También existieron unos santuarios de Gea Curótrofa (‘nutricia’) y de Deméter Cloe (‘verdeante’).

## Expolio y excavaciones arqueológicas

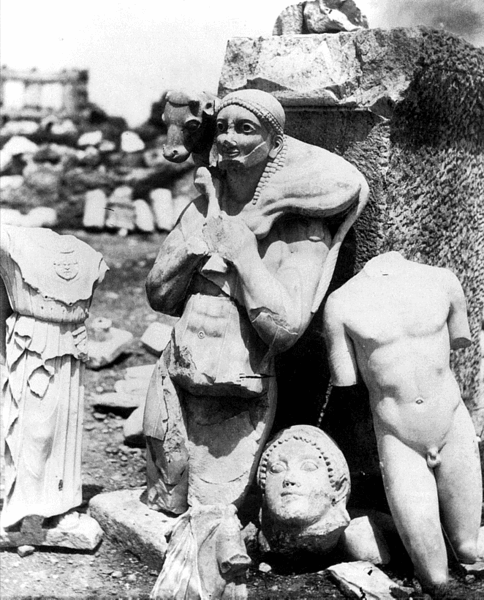
Fotografía del año 1866 en unas excavaciones en la Acrópolis, con la figura de El Moscóforo en primer término.

Durante los cuatro siglos de ocupación otomana no se realizaron excavaciones ni reformas en la Acrópolis. La desinformación hizo que se nombrara el Partenón como "Panteón" y templo de un dios desconocido en Europa, según consta en el volumen Turcograecia, publicado por M. Kraus en el año 1584. El embajador de Luis XIII de Francia en Constantinopla describió Atenas en su libro Voyage du Levant (París, 1632), donde relata que el Partenón "se encontraba como si se acabara de hacer".
Se estableció un consulado francés en el año 1658, y se empezaron a tener los primeros visitantes extranjeros. El embajador francés en Constantinopla, en el año 1674, encargó al artista Jacques Carrey que realizara una serie de dibujos del Partenón y de sus esculturas, que han servido posteriormente para la documentación del lugar antes del ataque que sufrió en 1687 por los venecianos, bajo el mando de Francesco Morosini, el cual, además intentó llevarse las esculturas de las cuadrigas del frontón oeste, con el resultado de una destrucción completa, por la caída que sufrieron las esculturas por las pendientes de la Acrópolis. Algunos de sus restos fueron recogidos por otros militares y son los que se encuentran en diversos museos de Europa: Roma, Venecia, Copenhague.
Durante el siglo XVIII los franceses organizaron un mercado de antigüedades en Atenas y consiguieron transportar una metopa y la lápida del friso del Partenón a París. A mediados de este mismo siglo, la Society of Diletanti de Londres encargó al arquitecto Nicholas Revert y al pintor James Stuart que midieran y dibujaran los edificios y las esculturas de Atenas; como resultado de ello, en 1762, se publicó el primer volumen de las Antigüedades de Atenas, con un gran trabajo científico y unos magníficos dibujos.

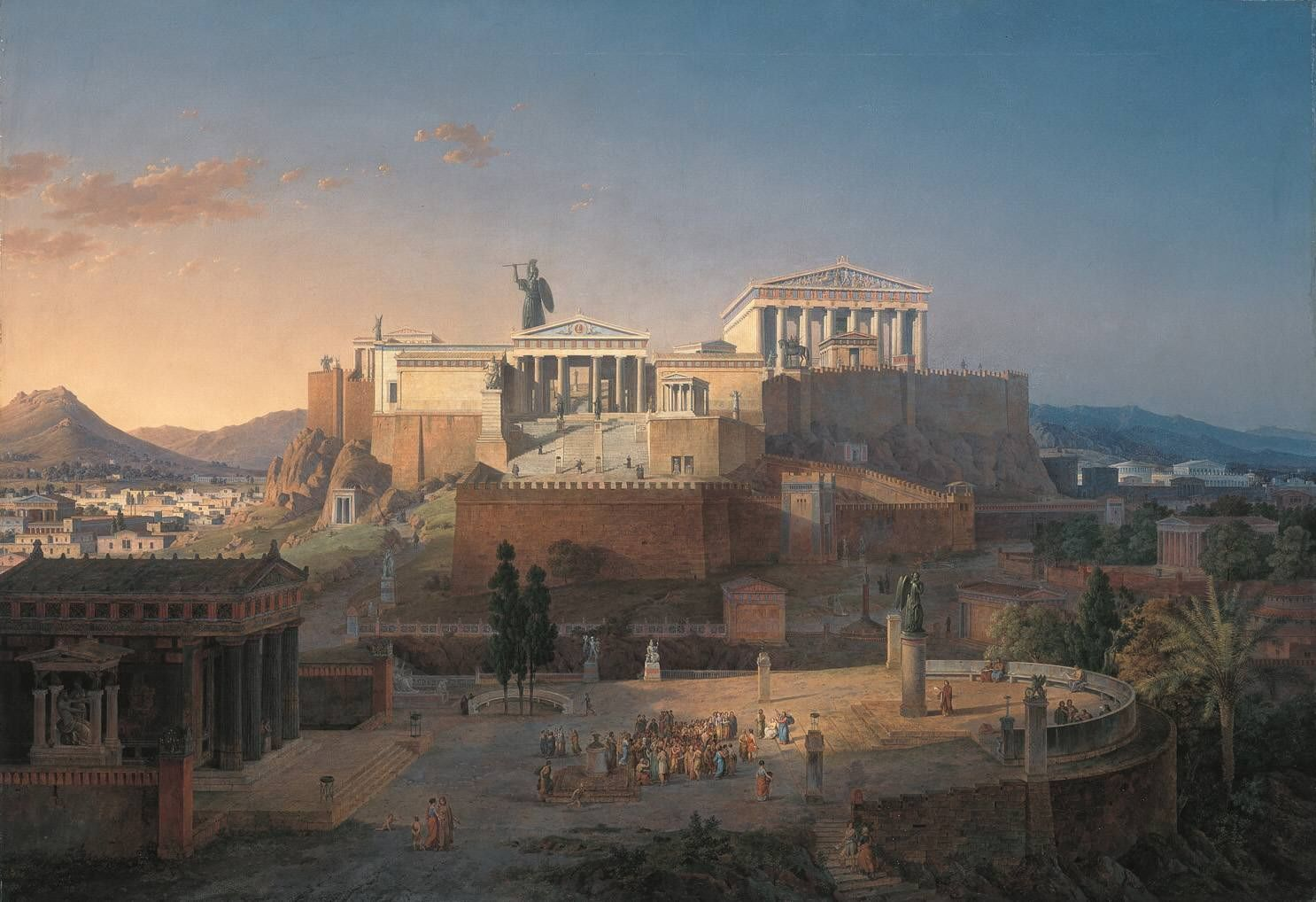
Recreación idealizada de la Acrópolis en un cuadro de 1846 del artista alemán Leo von Klenze.

A principios del siglo XIX, lord Elgin, embajador británico, trasladó un gran número de esculturas del Partenón a Gran Bretaña, (los llamados mármoles de Elgin) y tras largas negociaciones las adquirió el gobierno británico el año 1816 para el Museo Británico de Londres.
Cuando en 1834, Grecia obtuvo la independencia, se empezaron las primeras excavaciones dirigidas por los arquitectos Schaubert y Kleanthes, supervisados por Leo Klenze, consejero del rey Luis I de Baviera (padre del entonces rey de Grecia Otón I). La Sociedad Arqueológica de Atenas, en el año 1837, bajo la dirección de Panagiotis Kavadias, hizo retirar todas las casas turcas que se habían construido dentro de la Acrópolis.
En 1866 Charles Ernest Beulé descubrió un foso, en el que, durante la invasión persa en el año 480 a. C., se habían escondido catorce esculturas de kuroí, de la que es una de las piezas principales el Moscóforo de tamaño natural. El resto de las excavaciones se hicieron entre los años 1885-1890, dirigidas por Panagiotis Kavadias junto con los arquitectos Wilhelm Dörpfeld y Georg Kawerau.

## Restauración

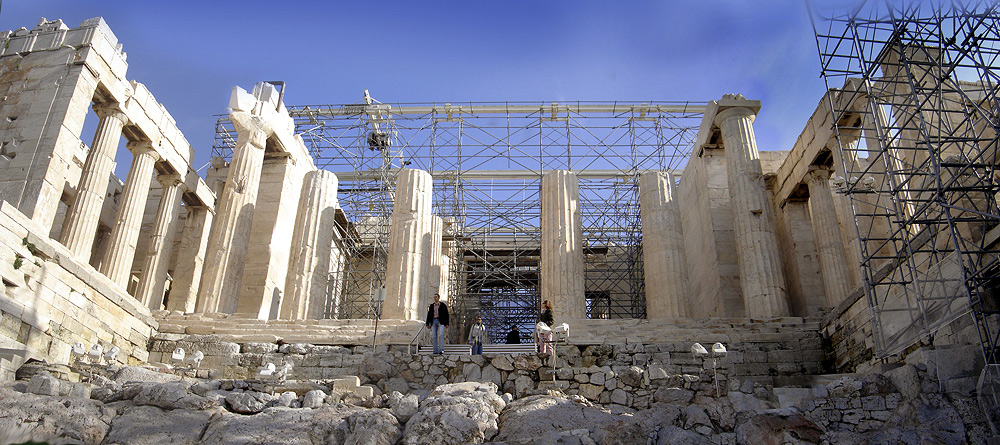
Trabajos de restauración en los propileos. (2005).

Los datos más significativos de las restauraciones llevadas a cabo a partir del siglo XX dentro de la Acrópolis empezaron con la propuesta de Nikolaus Balanos en el año 1921, para la reconstrucción de las columnas del Partenón, proceso que duró hasta el año 1933.
En el Erecteion entre los años 1979 y 1987 se empezaron a colocar armaduras de titanio y copias de partes arquitectónicas que se conservaban en el Museo Británico, sustituyéndose también por copias las cariátides y trasladándose éstas bajo la custodia del Museo de la Acrópolis. También a partir de entonces se está llevando a cabo una nueva anastilosis de las columnas del Partenón, es decir, se recuperan columnas desplomadas y se reorganizan en distintos puntos con la ayuda de elementos dispersos. Mediante esta técnica se están sustituyendo los tambores empleados por Balanos por otros de mármol pentélico y se realiza el desmontaje y montaje de grandes bloques pertenecientes al templo que se han ido recuperando y clasificando.
La Acrópolis de Atenas fue declarada Patrimonio de la Humanidad por la Unesco en 1987.
Uno de los proyectos más ambiciosos de las autoridades griegas ha sido la construcción del Nuevo Museo de la Acrópolis, que alberga muchas obras de arte que tuvieron que dejar de estar situadas en su emplazamiento original en la Acrópolis por diversas circunstancias. También existe una continua reivindicación sobre los mármoles de Elgin, en poder del Museo Británico, para su retorno a Grecia.